# William Serman
William Serman ou Serge William Serman, né le 27 juillet 1932 dans le 12e arrondissement de Paris et mort le 16 février 2002 à Champigny-sur-Marne, est un historien français, spécialiste d'histoire militaire de la France au XIXe siècle.

## Biographie
Serge William Serman est né le 27 juillet 1932 dans le 12e arrondissement de Paris.
William Serman est professeur des universités, d'abord à l'université Nancy-II puis à la Sorbonne.
William Serman soutient sa thèse d'État en 1976 à l'université Paris-IV. Dirigée par Louis Girard, elle porte sur Le corps des officiers français sous la Deuxième République et le Second Empire : aristocratie et démocratie dans l'armée au milieu du XIXe siècle. William Serman y étudie le recrutement, la sociologie, où pèsent les vocations familiales, notamment chez les nobles, les convictions politiques et religieuses, peu affirmées, le mode de vie et la vie professionnelle, dominée par la préoccupation de l'avancement, des officiers français,.
La première partie de sa thèse est publiée en 1979 sous le titre Les origines des officiers français,.
En 1982, à partir de la seconde partie de sa thèse, élargie chronologiquement, William Serman publie un livre intitulé Les officiers français dans la nation, 1848-1914,,. Il y présente un corps des officiers, plutôt apolitiques et servant sans heurts les régimes successifs, largement composé d'hommes peu fortunés, mais dominé par une minorité de fils de famille. Beaucoup manquent de l'argent nécessaire pour soutenir leurs obligations de représentation,,,.
En 1986, William Serman publie un ouvrage consacré à la Commune de Paris, synthèse qui dépasse les querelles idéologiques.
La troisième partie de sa thèse forme la matière d'un ouvrage publié en 1994 sur la vie professionnelle des officiers français au XIXe siècle.
En 1998, William Serman publie, avec Jean-Paul Bertaud, un ouvrage de synthèse d'histoire militaire de la France au XIXe siècle. C'est un ouvrage de référence, ordonné en chapitres chronologiques.
William Serman meurt le 16 février 2002 à Champigny-sur-Marne.

## Principaux ouvrages

### Ouvrages personnels
- Les origines des officiers français 1848-1870, Paris, Publications de la Sorbonne, coll. « N.S. Recherches » (no 33), 1979, 406 p. (ISBN 978-2859440152, lire en ligne)[4],[5],[13].
- Les officiers français dans la nation, 1848-1914, Paris, Aubier, 1982, 285 p. (ISBN 9782700702842)[7],[8],[9],[10].
- La Commune de Paris (1871), Paris, Fayard, 1986, 621 p. (ISBN 978-2-213-01354-1)[11].
- La vie professionnelle des officiers français au milieu du XIXe siècle, Paris, éd. Christian, coll. « Vivre l'histoire », 1994, 221 p. (ISBN 978-2864960577)[6].

### Ouvrages collectifs
- Maurice Agulhon, Louis Girard, Jean-Louis Robert et William Serman, Les maires en France du Consulat à nos jours, Paris, Publications de la Sorbonne, 1986, 462 p.[14],[15].
- William Serman et Jean-Paul Bertaud, La nouvelle histoire militaire de la France 1789-1919, Paris, Fayard, 1998, 855 p. (ISBN 9782213031682)[12],[16].